# GNB2
GNB2‏ (G protein subunit beta 2) هوَ بروتين يُشَفر بواسطة جين GNB2 في الإنسان.